# South Toledo Bend
South Toledo Bend est une census-designated place située dans le comté de Newton, dans l’État du Texas, aux États-Unis. Sa population s’élevait à 434 habitants lors du recensement de 2020.